# Batalla de White Plains
La Batalla de White Plains' tuvo lugar durante la campaña de Nueva York y Nueva Jersey de la Guerra de Independencia de los Estados Unidos el 28 de octubre de 1776, cerca de White Plains, Nueva York. Tras la retirada del Ejército Continental de George Washington hacia el norte desde Nueva York, el Británico General William Howe desembarcó tropas en Westchester County, con la intención de cortar la ruta de escape de Washington. Alertado de este movimiento, Washington se retiró más lejos, estableciendo una posición en el pueblo de White Plains, pero sin poder establecer un control firme sobre el terreno elevado local. Las tropas de Howe expulsaron a las tropas de Washington de una colina cercana al pueblo; tras esta pérdida, Washington ordenó a los estadounidenses que se retiraran más al norte.
Movimientos británicos posteriores persiguieron a Washington a través de Nueva Jersey y hacia Pensilvania. A continuación, George Washington cruzó el río Delaware y sorprendió a una brigada de tropas Hessian en la Batalla de Trenton del 26 de diciembre.

## Antecedentes
El general británico William Howe, después de la evacuación de Boston en marzo de 1776, se reagrupó en Halifax, Nueva Escocia y se embarcó en junio en una campaña para obtener el control de la ciudad de Nueva York. La campaña comenzó con un desembarco sin oposición en Staten Island a principios de julio. Las tropas británicas realizaron otro desembarco sin oposición en Long Island el 22 de agosto, al sur de las áreas donde el Ejército Continental del general George Washington había organizado importantes defensas alrededor de Brooklyn Heights.
Después de perder la Batalla de Long Island el 27 de agosto, el general Washington y su ejército de 9000 soldados escaparon la noche del 29 al 30 de agosto hacia la isla York (como se llamaba entonces Manhattan). El general Howe siguió con un Desembarco en Manhattan el 15 de septiembre, pero su avance fue detenido al día siguiente. EspañolHarlem Heights|en Harlem Heights]]. Después de un desembarco fallido en Throggs Neck, desembarcó tropas el 18 de octubre en Pell's Point, con cierta resistencia, para iniciar una maniobra de cerco que tenía como objetivo atrapar al ejército de Washington entre esa fuerza, sus tropas en Manhattan y el río Hudson, que estaba dominado por buques de guerra de la Marina Real. Howe estableció un campamento en New Rochelle, pero los elementos avanzados de su ejército estaban cerca de Mamaroneck, a sólo 7 millas de White Plains, donde había un depósito de suministros del Ejército Continental ligeramente defendido.

## Preludio
El 20 de octubre, el general Washington envió al coronel Rufus Putnam en una misión de reconocimiento desde su campamento en Harlem Heights. Putnam descubrió la ubicación general de las tropas británicas y reconoció el peligro para el ejército y sus suministros. Cuando informó de esto a Washington esa tarde, Washington envió inmediatamente a Putnam con órdenes a Lord Stirling, cuyas tropas estaban más al norte, de marchar inmediatamente a White Plains. Llegaron a White Plains a las 9:00 a. m. del 21 de octubre y fueron seguidos por otras unidades del ejército a medida que avanzaba el día. Washington decidió retirar la mayor parte del ejército a White Plains, dejando una guarnición de 1.200 hombres bajo el mando de Nathanael Greene para defender Fort Washington en Manhattan. El ejército del general Howe avanzó lentamente, con tropas de su centro y derecha avanzando por la carretera de New Rochelle a White Plains, mientras una unidad de Leales ocupaba Mamaroneck. Esta última fue atacada esa noche por un destacamento de tropas de Lord Stirling bajo el mando de John Haslet, que tomó más de treinta prisioneros y suministros, pero sufrió varios muertos y 15 heridos. Como resultado, Howe trasladó elementos de su ala derecha para ocupar Mamaroneck. El 22 de octubre, Howe fue reforzado con el desembarco en New Rochelle de 8.000 tropas adicionales bajo el mando de Wilhelm von Knyphausen.

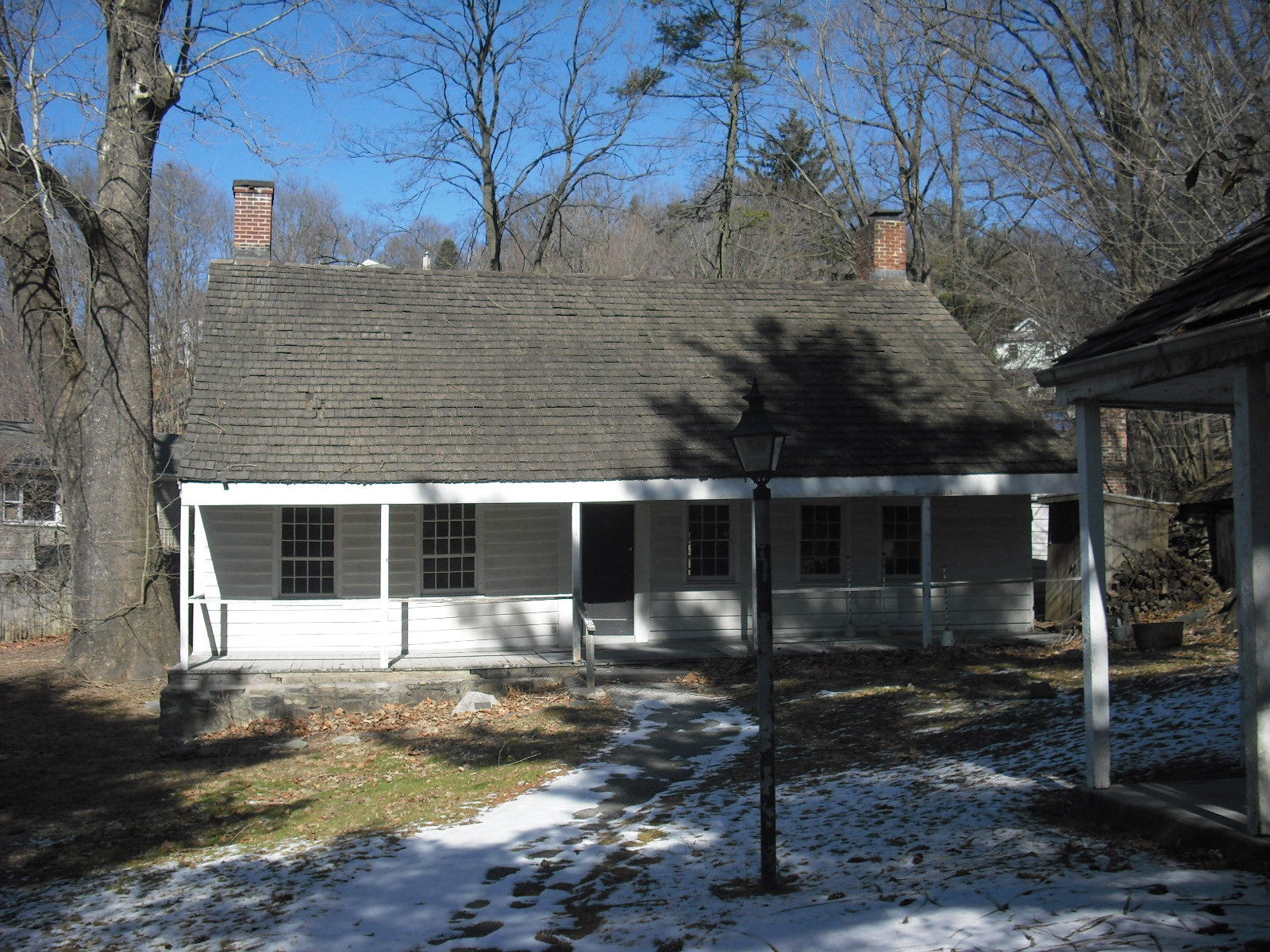
La Casa de Elijah Miller, que sirvió como cuartel general de George Washington en White Plains

Washington estableció su cuartel general en la Casa de Elijah Miller en North White Plains el 23 de octubre de y eligió una posición defensiva que fortificó con dos líneas de atrincheramientos. Las trincheras estaban situadas en un terreno elevado, protegidas a la derecha por el terreno pantanoso cerca del río Bronx, con colinas más empinadas más atrás como lugar de retirada. Las defensas estadounidenses tenían 3 millas (4,8 km) de largo. Más allá de eso, a la derecha, estaba Chatterton's Hill, que dominaba la llanura por la que los británicos tendrían que avanzar. La colina fue ocupada inicialmente por compañías de milicianos de varios cientos de personas, probablemente entre ellas la compañía de milicianos de Massachusetts de John Brooks.
El 24 y el 25 de octubre, el ejército de Howe se trasladó de New Rochelle a Scarsdale, Nueva York, donde estableció un campamento que cubría la orilla oriental del río Bronx. Este movimiento fue aparentemente hecho con la esperanza de atrapar a la columna de Charles Lee, que tuvo que alterar su ruta hacia White Plains y ejecutar una marcha forzada por la noche para evitarlos. Howe permaneció en Scarsdale hasta la mañana del 28 de octubre, cuando sus fuerzas marcharon hacia White Plains, con tropas británicas a la derecha bajo el mando del general Henry Clinton, y principalmente tropas Hessian a la izquierda bajo el mando del General von Heister.

## Composición de fuerzas

### Británicos y hessianos
Británicos
Las tropas británicas involucradas incluyeron:
- 16.º Regimiento de Dragones (Ligeros)
- ... Regimiento de Dragones (Ligeros)
- 1.er Batallón, Brigada de Guardias
- 2.º Batallón, Brigada de Guardias
- 5.º Regimiento de Infantería (Fusileros de Northumberland)
- 23.º Regimiento de Infantería (Fusileros Reales de Gales)
- 27.º Regimiento de Infantería
- 28.º Regimiento de Infantería
- 35.º Regimiento de Infantería
- 42.º Regimiento de Infantería (Royal Highland, The Black Watch)
- 49.º Regimiento de Infantería
- 52.º Regimiento de Infantería
- Compañía N.º 1, 4.º Batallón, Artillería Real
- Compañía N.º 2, 4.º Batallón, Artillería Real
- Compañía N.º 4, 4.º Batallón, Artillería (agradecimiento especial en las órdenes generales)
- Compañía N.° 5, 4.° Batallón, Artillería Real (agradecimiento en las órdenes generales)
- Compañía N.° 8, 4.° Batallón, Artillería Real (agradecimiento en las órdenes generales)

Hessianos
- Regimiento de Granaderos von Rahl[22]
- Regimiento de Fusileros von Knyphausen[22]

## Batalla

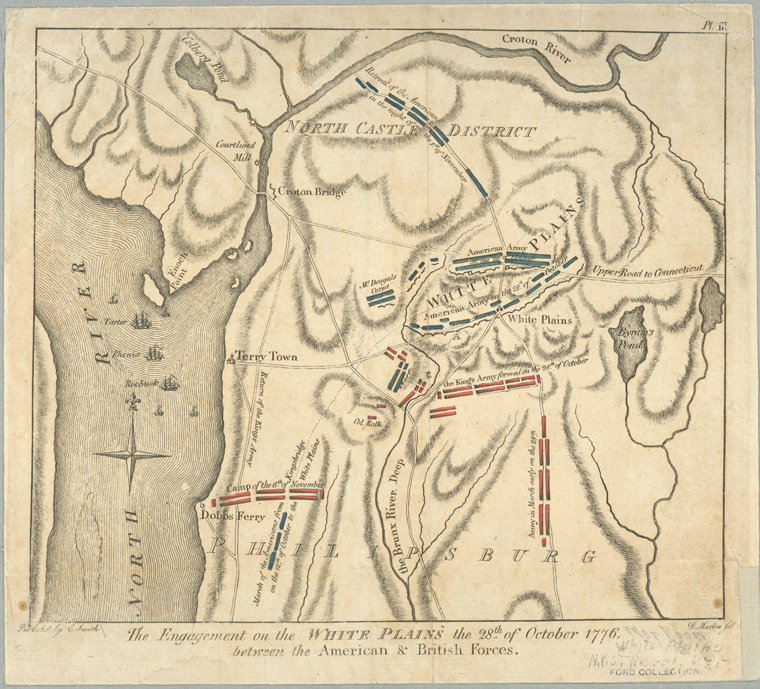
Mapa de 1796 que muestra las estrategias de los ejércitos oponentes

Mientras Washington inspeccionaba el terreno para determinar dónde era mejor estacionar sus tropas, unos mensajeros le alertaron de que los británicos estaban avanzando. Al regresar a su cuartel general, ordenó al 2.º Regimiento de Connecticut bajo el mando de Joseph Spencer que frenara el avance británico, y envió a Haslet y al 1.º Regimiento de Delaware, junto con la brigada de Alexander McDougall (el 3.º Regimiento de Nueva York de Rudolphus Ritzema, el 19.º Regimiento Continental de Charles Webb, el 1.º Regimiento de Maryland de William Smallwood, y el 1.º Regimiento de Nueva York y el 2.º Regimiento de Nueva York) para reforzar Chatterton Hill.
La fuerza de Spencer avanzó hasta una posición en la antigua carretera de York en Hart's Corners (Hartsdale, Nueva York). York]]) y allí intercambiaron fuego con los hessianos liderados por el coronel Johann Rall que estaban a la cabeza de la columna izquierda británica. Cuando la columna de Clinton amenazó su flanco, estas compañías se vieron obligadas a una retirada a través del río Bronx que inicialmente fue ordenada con pausas para disparar desde detrás de los muros de piedra mientras el fuego de las tropas en Chatterton Hill cubría su movimiento, pero se convirtió en una derrota con la aparición de dragones. Las tropas de Rall intentaron ganar la colina, pero fueron repelidas por el fuego de las tropas de Haslet y la milicia, y se retiraron a la cima de una colina cercana en el mismo lado del río. Esta defensa concertada detuvo a todo el ejército británico, que maniobraba como si fuera a atacar toda la línea estadounidense.
Mientras Howe y su mando deliberaban, la artillería hessiana de la izquierda abrió fuego contra la posición de la cima de la colina, donde lograron obligar a la milicia a retirarse en pánico. La llegada de McDougall y su brigada ayudó a reagruparlos y se estableció una línea defensiva, con la milicia a la derecha y los continentales desplegados a lo largo de la cima de la colina. Howe finalmente dio órdenes y, mientras la mayor parte de su ejército esperaba, se envió un destacamento de tropas británicas y hessianas para tomar la colina.
El ataque británico se organizó con los regimientos hessianos a la cabeza del asalto. Rall debía cargar contra la derecha estadounidense, mientras que un batallón hessiano al mando del coronel Carl von Donop (integrado por los granaderos Linsing, Duderstadt|Mingerode]], Lengereck y Kochler, y el propio regimiento de cazadores de Donop) debía atacar el centro. Una columna británica al mando del general Alexander Leslie (integrada por los regimientos 5, 28, 35 y 49 de infantería) debía atacar por la derecha. La fuerza de Donop tenía dificultades para cruzar el río o se mostraba reacia a hacerlo, y algunos elementos de la fuerza británica fueron los primeros en cruzar. La carga de Rall dispersó a la milicia de la derecha estadounidense, dejando expuesto el flanco de los regimientos de Maryland y Nueva York, que disparaban con sus mosquetes contra los atacantes británicos, lo que detuvo temporalmente su avance. La exposición de su flanco hizo que iniciaran una retirada combativa, que obligó progresivamente al resto de la línea estadounidense, que se había enfrentado a los otros segmentos de la fuerza británica, a ceder y retirarse. El regimiento Delaware de Haslet, que anclaba la izquierda estadounidense, proporcionó fuego de cobertura mientras las tropas restantes se retiraban hacia el norte y fueron las últimas en abandonar la colina. La lucha fue intensa y ambos bandos sufrieron bajas significativas antes de que los continentales pudieran realizar una retirada disciplinada.

## Bajas

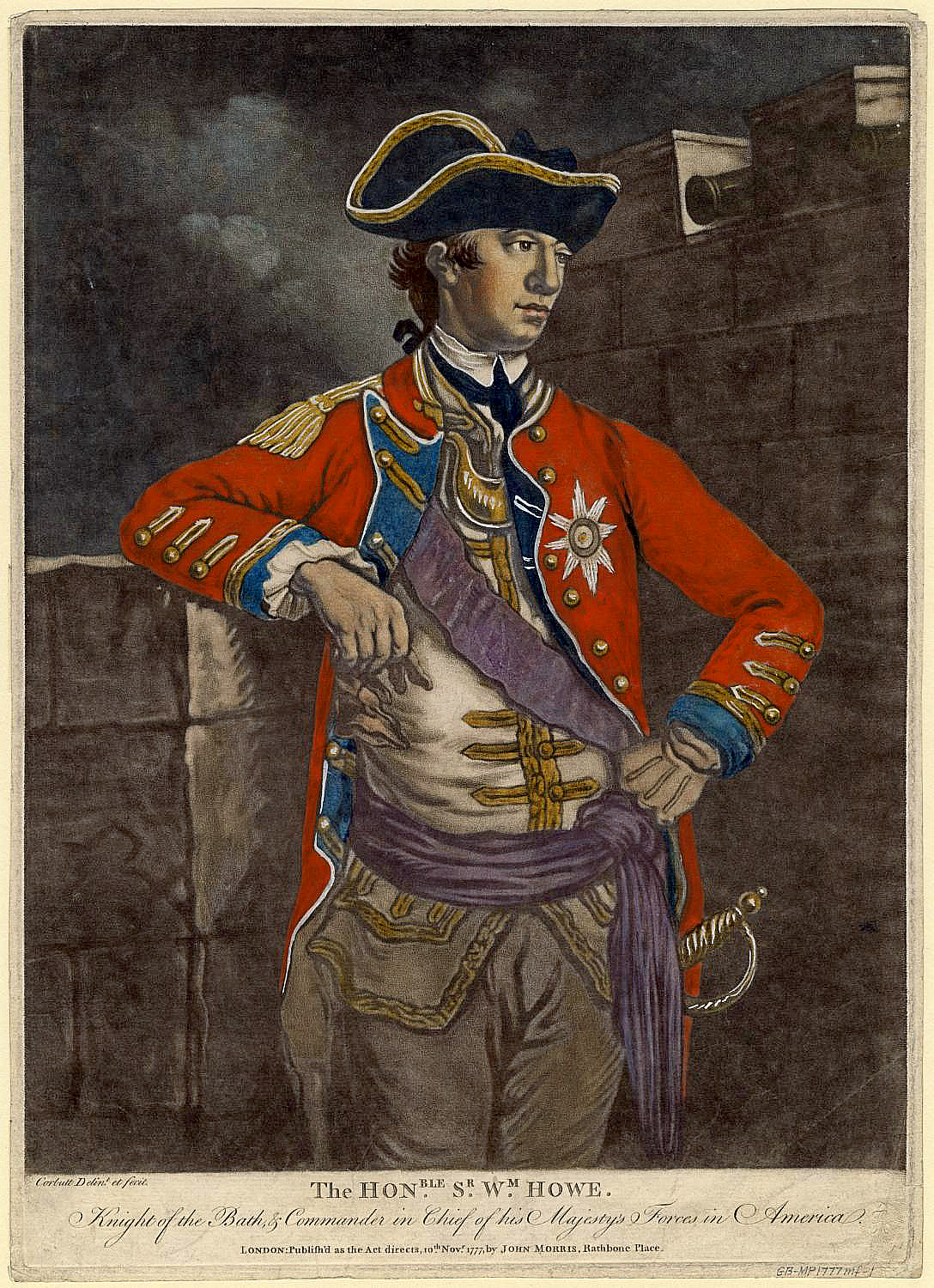
Representación artística del general Howe en Mezzotint, realizada por Charles Corbutt, c. 1777

La Historia del ejército británico de John Fortescue dice que las bajas de Howe ascendieron a 214 británicos y 99 hessianos. Sin embargo, Rodney Atwood señala que la cifra de Fortescue para los hessianos incluye todas las bajas hessianas del 19 al 28 de octubre y que, de hecho, solo 53 de estas bajas se produjeron en la batalla de White Plains. Esta cifra revisada daría un total de 267 británicos y hessianos muertos, heridos o desaparecidos en White Plains. Henry Dawson, por otro lado, da la pérdida de Howe como 47 muertos, 182 heridos y cuatro desaparecidos. La pérdida estadounidense es incierta. Theodore Savas y J. David Dameron dan un rango de 150-500 muertos, heridos y capturados. Samuel Roads enumera las bajas en 47 muertos y 70 heridos. Henry Dawson estima 50 muertos, 150 heridos y 17 desaparecidos en los mandos de McDougall y Spencer, pero no tiene información sobre las pérdidas en el regimiento de Haslet.

## Consecuencias
Los dos generales permanecieron donde estaban durante dos días, mientras Howe reforzaba la posición en Chatterton Hill y Washington organizaba su ejército para retirarse a las colinas. Con la llegada de tropas adicionales de Hesse y Waldeck bajo el mando de Lord Percy el 30 de octubre, Howe planeó actuar contra los estadounidenses al día siguiente. Sin embargo, cayó una fuerte lluvia durante todo el día siguiente, y cuando Howe finalmente estuvo preparado para actuar, se despertó y descubrió que Washington había vuelto a eludir su control.
Washington retiró su ejército a las colinas del norte la noche del 31 de octubre y estableció un campamento cerca de North Castle, Nueva York. Howe decidió no seguirlo y, en cambio, intentó, sin éxito, atraer a Washington. El 5 de noviembre, dirigió su ejército hacia el sur para terminar de desalojar a las tropas del Ejército Continental de Manhattan, una tarea que logró con la batalla del fuerte Washington del 16 de noviembre.
Washington finalmente cruzó el río Hudson en Peekskill con la mayor parte de su ejército, dejando atrás a los regimientos de Nueva Inglaterra para proteger los almacenes de suministros y los cruces importantes del río. Más tarde, los movimientos británicos lo persiguieron a través de Nueva Jersey y hasta Pensilvania, y los británicos establecieron una cadena de puestos de avanzada en todo Nueva Jersey. Washington, viendo una oportunidad de victoria para levantar la moral de la nación, cruzó el río Delaware y sorprendió a las tropas de Rall en la batalla de Trenton del 26 de diciembre.

## Legado
Cada año, en o cerca de la fecha del aniversario, la Sociedad Histórica de White Plains organiza una conmemoración del evento en la Casa de Jacob Purdy en White Plains, Nueva York. Dos barcos de la Marina de los Estados Unidos recibieron su nombre en honor a la Batalla de White Plains. El CVE-66 fue un portaaviones de escolta en la Segunda Guerra Mundial. El USS White Plains (AFS-4) fue un buque de almacenamiento de combate que fue dado de baja en 1995.
Según algunos historiadores, el Jinete sin cabeza representado en el cuento de Washington Irving "La leyenda de Sleepy Hollow" se inspiró en un soldado de Hesse de la vida real que perdió la cabeza por un disparo de cañón durante esta batalla.

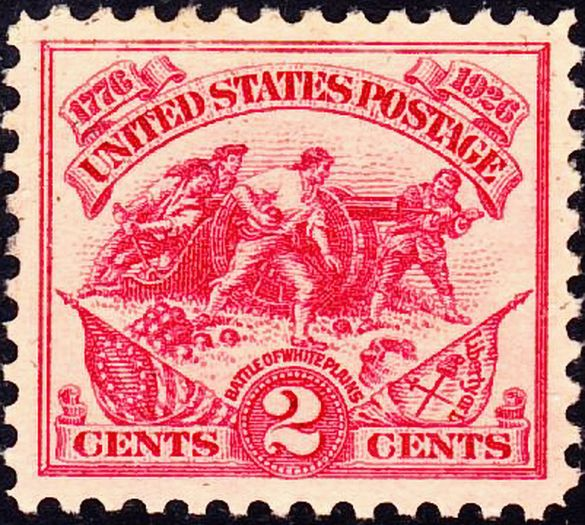
~ Battle of White Plains ~ 150.º aniversario Número de 1926
USS White Plains (CVE-66)USS White Plains (CVE-66)